# تخمیر صنعتی

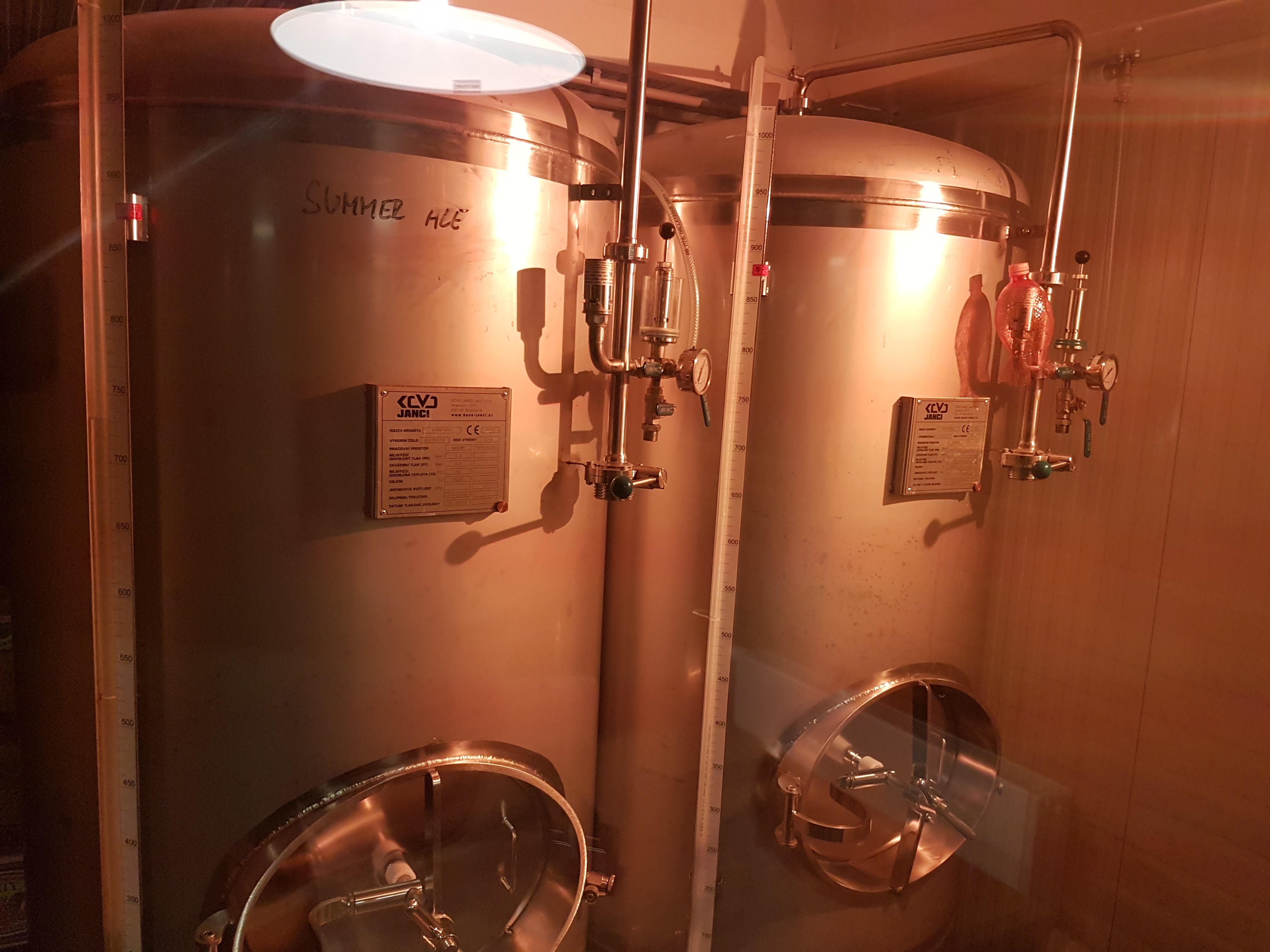
فرمانتورهای تولید آبجو

تخمیر صنعتی به‌کارگیری عمدی تخمیر میکروارگانیسم‌هایی مانند باکتری‌ها، قارچ‌ها، همچنین سلول‌های یوکاریوتی مانند سلول‌های CHO و سلول‌های حشرات برای ساختن محصولات مفید برای انسان است. محصولات تخمیرشده به عنوان غذا و همچنین در صنایع عمومی کاربرد دارند. برخی از مواد شیمیایی کالا مانند اسید استیک، اسید سیتریک و اتانول با تخمیر ساخته می‌شوند. میزان تخمیر به غلظت میکروارگانیسم‌ها، سلول‌ها، اجزای سلولی و آنزیم‌ها و همچنین دما، pH و تخمیر هوازی اکسیژن بستگی دارد. بازیابی محصول بیشتر شامل غلظت محلول رقیق است. تقریباً همه آنزیم‌های تولیدشده تجاری، مانند لیپاز، اینورتاز و مایه پنیر، از طریق تخمیر با میکروب‌های اصلاح‌شده ژنتیکی ساخته می‌شوند. در برخی موارد، تولید زیست‌توده به خودی خود هدف است، مانند پروتئین تک‌یاخته، مخمر نانوایی و اسید لاکتیک که باکتری‌های کشت‌های اولیه خود وجود دارند.